# Легија за заслуге
Легија за заслуге (енгл. Legion of Merit) је војно одликовање у оружаним снагама Сједињених Америчких Држава које се додељује за изузетно заслуге у обављању услуга и важним достигнућима. Ово одликовање додељује се америчким војним лицима као и војним и политичким личностима страних држава.
Легија за заслуге (командантски степен) је једно од само два војна одликовања у Сједињеним Америчким Држава које се носи око врата (поред Медаље части). Легија за заслуге је на шестом месту у редоследу приоритета америчких војних одликовања и налази се иза Медаље одбране за изврсну службу, а испред Истакнутог летачког крста, али спада у највише америчко одликовање које може бити додељено странцима. У савременој употреби у оружаним снагама САД, Легија за заслуге се обично додељује припадницима копнене војске, маринцима и ваздухопловним снагама, генералима и пуковницима као и припадницима ратне морнарице и обалске страже и војним лицима за услуге на врло високим штабним позицијама. Такође се може доделити официрима нижег ранга и старијим регрутованом особљу, али ови случајеви су ређи.

## Критеријуми
Степени су врховни командант, командант, официр и легионар. Додељују се само припадницима оружаних снага страних држава у оквиру критеријума наведених у Уредби оружаних снага САД под бројем 672-7 и заснивају се на основу чина или положаја примаоца на следећи начин:
- Врховни командант: шеф државе или шеф владе. Овај степен је установљен од стране председника Френклин Делано Рузвелта за америчке савезнике у Другом светском рату, односно савезничке команданте, током заједничког десанта или инвазије. Председник има овлашћење да додели овај степен на основу Уредбе 9260 став 3б, од 29. октобра 1942.
- Командант: еквивалент америчког начелника штаба војске или неком вишем положају, али не и шефу државе.
- Официр: генералу или вишим официрима, који се на положају налази, испод америчког начелника штаба војске; пуковнику, који се налази на позицији где обавља задатке од велике важности, послови који се подударају за генерале; страном војном аташеу.
- Кавалир: примаоци нижег ранга, који нису наведени изнад.

Легија за заслуге се додељује припадницима оружаних снага Сједињених Америчких Држава без степена. Главни критеријум у овом случају наводи се „за изузетно залагање и понашање у обављању преосталих услуга и достигнућа“. Код војске и ваздухопловства, на Легији за заслуге, налази се лист храста, а код морнарице, маринаца и обалске страже налази се звезда.

## Галерија
| Врховни командант | Командат | Официр | Кавалир |
| ----------------- | -------- | ------ | ------- |
|                   |          |        |         |
| Траке             |          |        |         |
|                   |          |        |         |